# Sphenomorphus leucospilos
Sphenomorphus leucospilos е вид влечуго от семейство Сцинкови (Scincidae). Видът не е застрашен от изчезване.

## Разпространение и местообитание
Разпространен е във Филипини.
Обитава гористи местности, влажни места, планини и възвишения.

## Описание
Популацията на вида е стабилна.